# هفت چاه زنگویه
هفت چاه زنگویه، روستایی از توابع بخش کردیان شهرستان جهرم در استان فارس ایران است.

## جمعیت
این روستا در دهستان قطب‌آباد قرار دارد و براساس سرشماری مرکز آمار ایران در سال ۱۳۸۵، جمعیت آن زیر سه خانوار بوده‌است.